# São Tomé-i gébics
A São Tomé-i gébics vagy Newton-gébics (Lanius newtoni) a madarak osztályának verébalakúak (Passeriformes) rendjén belül a gébicsfélék (Laniidaee) családjába tartozó faj.
A 20. században még azt hitték, hogy kihalt, de 1990-ben újra észlelték.

## Előfordulása
São Tomé és Príncipe területén honos. Erdők lakója.

## Megjelenése
Testhossza 20-21 centiméter.

## Életmódja
Rovarokkal táplálkozik, de kis madarakat, gyíkokat és rágcsálókat is zsákmányol.

## Külső hivatkozás
- Képek az interneten a fajról
- Internet Bird Collection - videók a fajról